# لاوکاش لاکو
لاوکاش لاکو (انگلیسی: Lukáš Lacko؛ زادهٔ ۳ نوامبر ۱۹۸۷) یک تنیس‌باز سابق اهل اسلواکی است.